# Vazební věznice Olomouc
Vazební věznice v Olomouci se nachází na Švermově ulici v olomoucké části Olomouc-město, v těsné blízkosti budovy Okresního soudu v Olomouci, s níž je památkově chráněna.
Areál soudu s věznicí byl postaven v historizujícím slohu v letech 1896–1901 podle projektu Alexandra von Wielemannse. V olomoucké vazební věznici jsou umisťovány osoby, na které byla uvalena vazba, a to muži, ženy i mladiství z okresů Olomouc, Prostějov, Přerov, Šumperk, Kroměříž, Zlín a Svitavy. Budova zároveň slouží ke standardnímu výkonu trestu pro muže se středním stupněm ostrahy a ženy s vysokým stupněm ostrahy. Kapacita věznice je 264 osob, přičemž 120 míst je vyhrazeno pro osoby s výkonem vazby a zbylých 144 míst je vyhrazeno pro osoby s výkonem trestu.
Většina vězňů ve věznici pracuje, přičemž ve věznici se nachází mj. prádelna, stolárna, kuchyně, knihovna, dílna, tělocvična či posilovna. Věznice měla k roku 2023 více než 300 zaměstnanců.